# Jorge Carrascosa
Jorge Carrascosa (Valentín Alsina, 1948. augusztus 15. –) válogatott argentin labdarúgó, hátvéd.

## Pályafutása

### Klubcsapatban
1967 és 1969 között a Banfield, 1970 és 1972 között a Rosario Central, 1973 és 1979 között a Huracán labdarúgója volt. 1971-ben a Rosarióval, 1973-ban a Huracánnal lett argentin bajnok.

### A válogatottban
1970 és 1977 között 30 alkalommal szerepelt az argentin válogatottban és egy gólt szerzett. Részt vett az 1974-es NSZK-beli világbajnokságon.

## Sikerei, díjai
Rosario Central
- Argentin bajnokság
  - bajnok: 1971

 CA Huracán
- Argentin bajnokság
  - bajnok: 1973